# Wiktor Trofimow (ur. 1999)
Wiktor Wołodymyrowycz Trofimow, ukr. Віктор Володимирович Трофімов (ur. 30 września 1999) – ukraiński i polski żużlowiec.

## Życiorys

### Kariera sportowa
W 2015 zdobył tytuł indywidualnego mistrza Ukrainy. Barwy Polski reprezentuje od 2017. W kolejnych latach odniósł następujące medalowe sukcesy:
- złoty medalista Pucharu Europy par U-19 (Žarnovica 2018),
- złoty medalista drużynowych mistrzostw Europy juniorów (Lamothe-Landerron 2019),
- srebrny medalista młodzieżowych mistrzostw Polski par klubowych (Gorzów Wielkopolski 2019),
- złoty medalista mistrzostw Europy par (Terenzano 2020),
- złoty medalista drużynowych mistrzostw świata juniorów (Outrup 2020).

W drużynowych mistrzostwach Polski startuje od 2018, reprezentując kluby: Kolejarz Rawicz (2018), Motor Lublin (2019–2020), ROW Rybnik (2021), Wybrzeże Gdańsk (2022), Falubaz Zielona Góra (2023) oraz PKS Polonia Piła (2024).

### Życie prywatne
Syn Wołodymyra Trofimowa i wnuk Wiktora Trofimowa, również żużlowców.

## Przynależność klubowa
Polska
- Kolejarz Rawicz (2018)
- Motor Lublin (2019–2020)
- ROW Rybnik (2021)
- Wybrzeże Gdańsk (2022)
- Falubaz Zielona Góra (2023)
- PKS Polonia Piła (2024)